# Cogîlniceni
Cogîlniceni è un comune della Moldavia situato nel distretto di Rezina di 611 abitanti al censimento del 2004